# Schobergruppe
Schobergruppe to podgrupa Wysokich Taurów, pasma górskiego w Alpach Wschodnich. Leży na terytorium dwóch austriackich krajów związkowych: Tyrolu i Karyntii.
Schobergruppe graniczy z: Glocknergruppe na północy, Goldberggruppe na wschodzie, Kreuzeckgruppe na południowym wschodzie, Alpami Gailtalskimi na południu, Villgratner Berge na południowym zachodzie oraz z Granatspitzgruppe na północnym zachodzie.
W całej grupie 53 szczyty mierzą ponad 3000 m wysokości. Nazwa grupy pochodzi od szczytu Hochschober, jednak najwyższym szczytem jest Petzeck.
Najwyższe szczyty grupy to:
| - Petzeck (3283 m) - Roter Knopf (3281 m) - Hornkopf (3251 m) - Hochschober (3242 m) - Glödis (3206 m) - Kruckelkopf (3181 m) - Kristallkopf (3160 m) - Klammerköpfe (3155 m) - Friedrichskopf (3134 m) |  | - Perschitzkopf (3125 m) - Böses Weibl (3119 m) - Kleinschober (3119 m) - Talleitenspitze (3115 m) - Karlkamp (3114 m) - Hinterer Seekamp (3112 m) - Ralfkopf (3106 m) - Ganot (3102 m) |

Schroniska i schrony:
| - Adolf-Noßberger-Hütte - Elberfelder Hütte - Gernot-Röhr-Biwak - Gößnitzkopf-Biwak - Hochschoberhütte - Lienzer Hütte - Wangenitzseehütte - Winklerner Hütte |

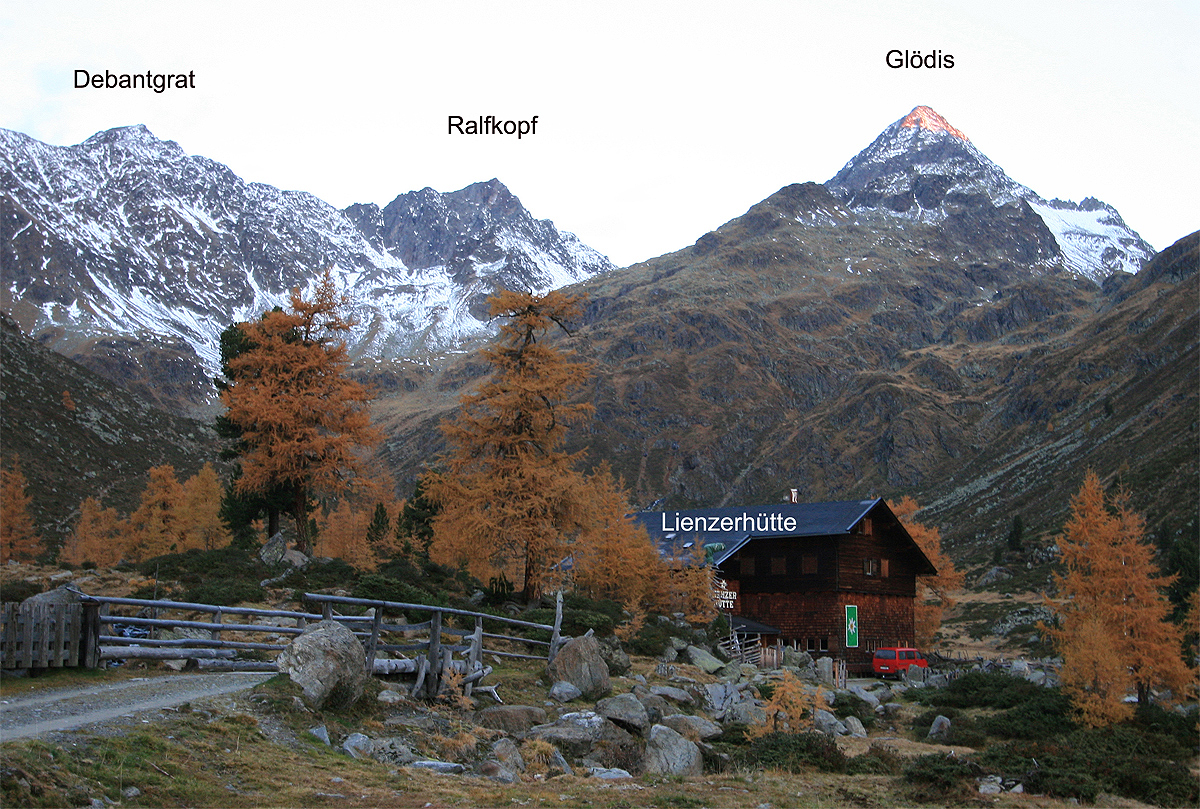
Debantgrat, Ralfkopf, Glödis i schronisko Lienzerhütte
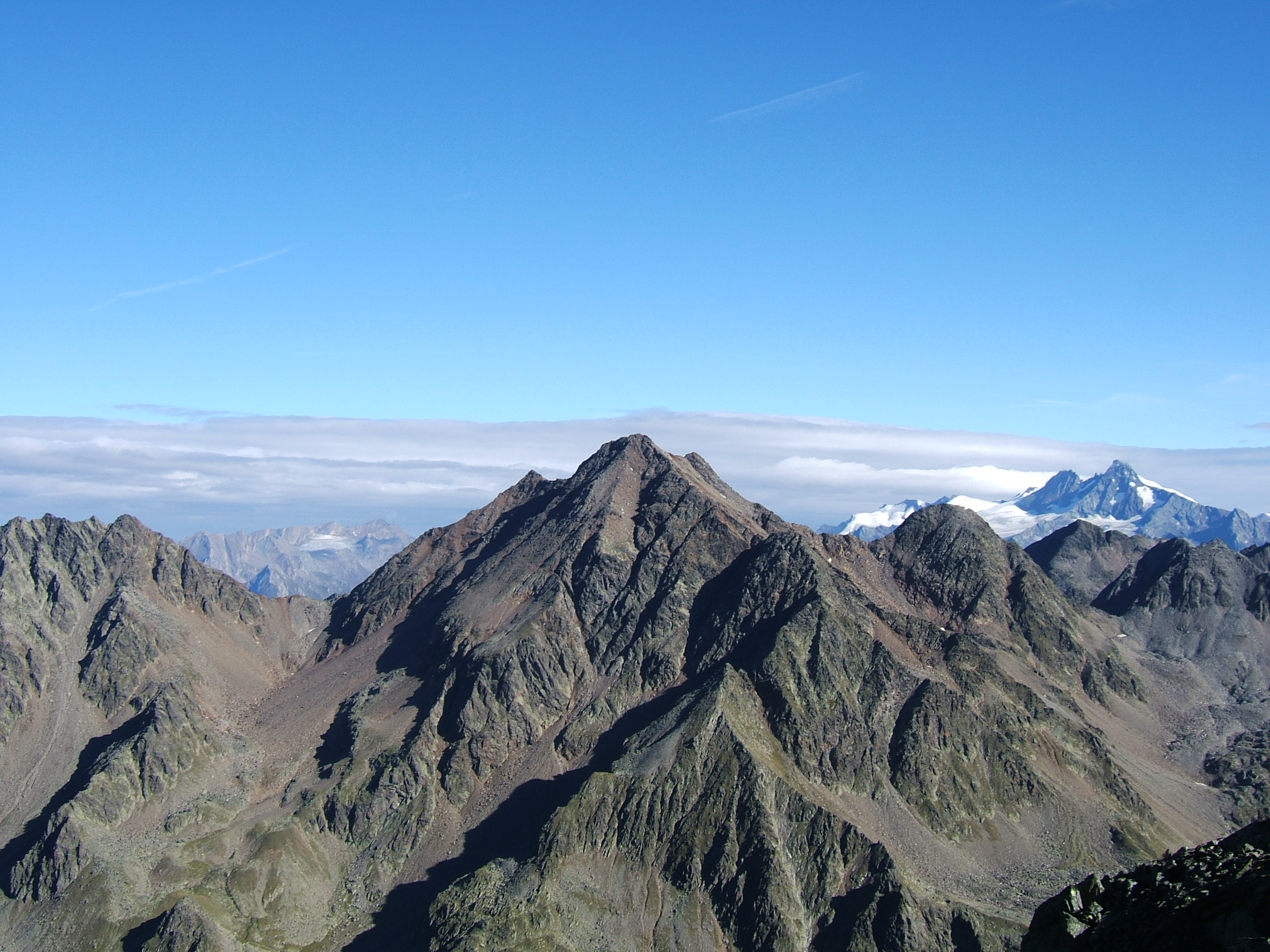
Hochschober
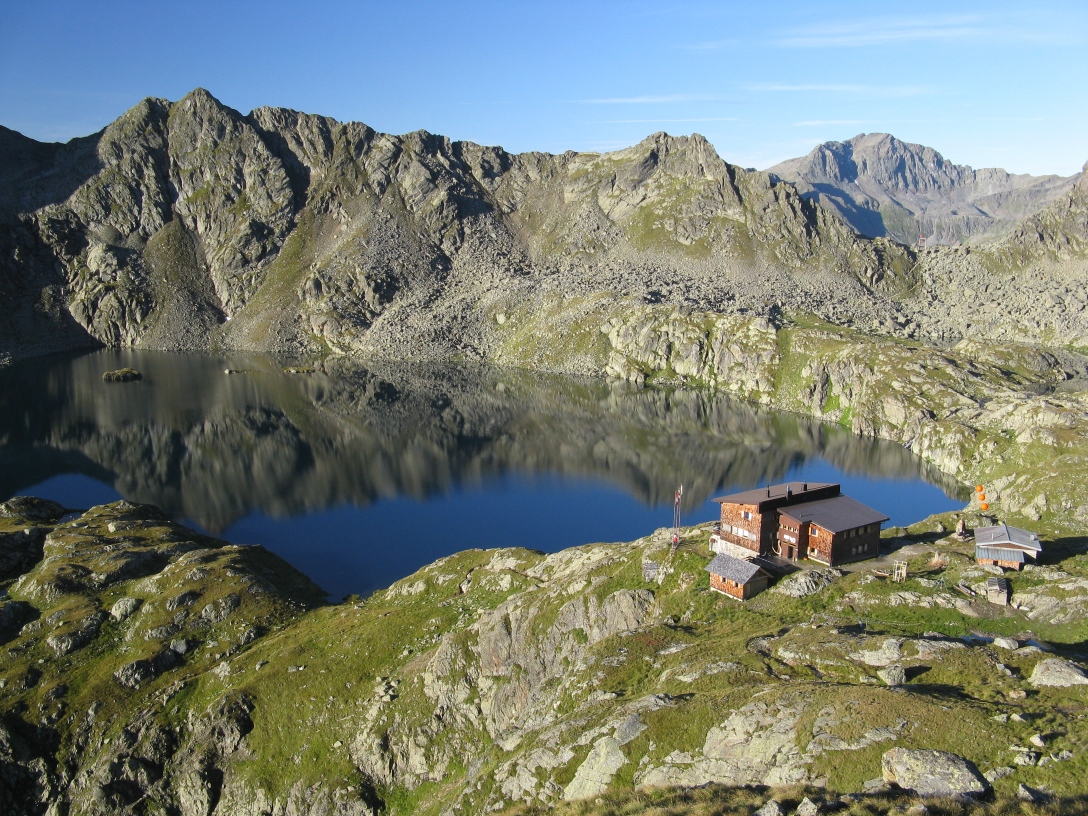
Schronisko Wangenitzseehütte nad brzegiem jeziora Wangenitzsee